# Інстітуткенужі-Лякан
Інстітуткенужі-Лякан (перс. انستيتوتكنولژي لاكان) — село в Ірані, у дегестані Лякан, у Центральному бахші, шагрестані Решт остану Ґілян. За даними перепису 2006 року, його населення становило 52 особи, що проживали у складі 12 сімей.